# 国鉄153系電車
国鉄153系電車（こくてつ153けいでんしゃ）は、日本国有鉄道（国鉄）が設計・製造した直流急行形電車である。
1958年（昭和33年）から1962年（昭和37年）までに計630両が製造された。

## 概要

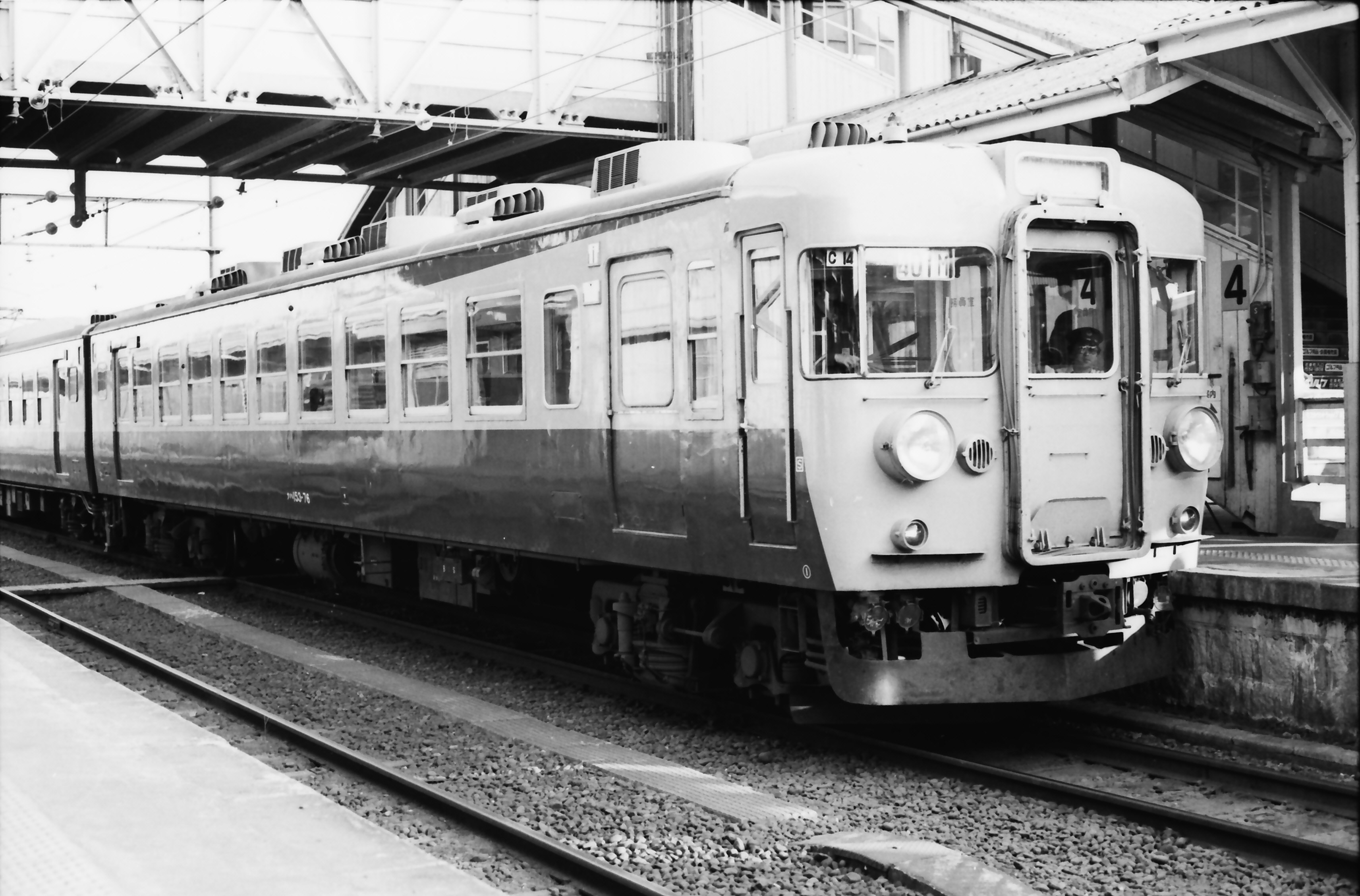
クハ153-76

国鉄新性能電車の優等列車用車両として、先に登場していた通勤形の101系をベースに開発された。居住性において従来の客車列車を完全に凌駕し、電車による長距離列車運転の優位性を確立する役割の一翼を担うとともに、1960年代以降の国鉄急行形・近郊形電車における設計思想の基礎ともなった。
最初に投入された列車名から「東海形電車」とも呼ばれる。
当初は91系電車と称したが、1959年の車両称号規定改正に伴い153系電車となった。位置づけとしては「80系電車の近代化形」ではあるが、車体や機器などは完全に一新されている。

### 開発の経緯
東海道本線の準急「東海」（東京 - 名古屋・大垣間）および「比叡」（名古屋 - 大阪・神戸間）の両列車は、1957年（昭和32年）に従来の客車列車から新開発の80系電車（300番台）に置き換えられ、当時の客車急行列車を凌駕する高速運転を実現して技術面と営業面の双方で成功を収めた。
しかし、80系は在来電車に比較して内装の質的向上は図られてはいたものの、基本的設備は普通列車との汎用仕様であったために長距離列車の接客設備としてはやや不十分であり、居住性で当時の標準的な客車（10系客車など）や55系気動車を凌駕するまでには至らなかった。また、前面形状は「湘南顔」と通称される2枚窓による非貫通構造であることから、編成の中間に連結した際に通り抜けができず、隔てられた編成ごとに車掌を乗務させる必要があったことから業務上非効率でもあった。
他方、国鉄は同年に中空軸平行カルダン駆動方式などの新技術を導入した90系通勤形電車（後の101系電車）を開発し、技術的成功を収めた。確立された新技術は、在来車と比較して居住性や走行性能の向上に寄与するものであり、速やかに優等列車用電車への技術移転が図られた。その結果、準急列車用として開発されたのが本形式である。

## 車両概説

### 車体
80系300番台同様の全金属製セミモノコック構造であるが、車体長は中間車で19.5m（特急形は20m）、車体幅を10cm拡大して2.9mとし、車両限界に合わせ裾を絞った断面形状とした。特急形の151系では上部も絞っているが、本系列ではより施工の容易な最大幅のまま窓部が垂直に立ち上がる形状とした。客用扉は片側1.0m幅の片引き戸を採用。両端にデッキを設置した2ドア仕様とした。
塗色は80系と同様なオレンジと緑の塗り分けによる「湘南色」であるが、前面は80系のように2色を塗分けずに高速運転のため警戒色としての役割を持たせたオレンジ1色とした。

#### 前面形状

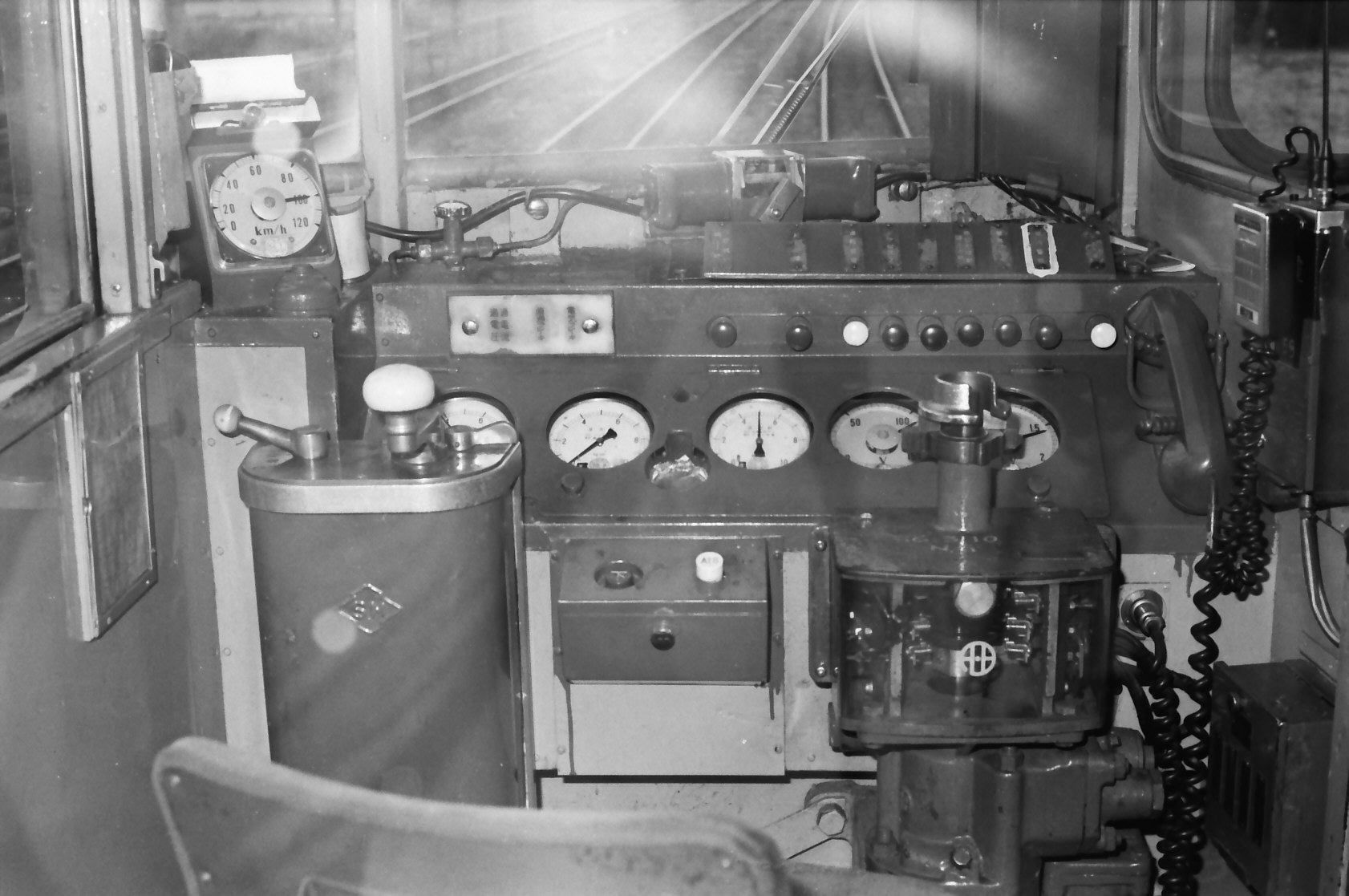
クハ153-500運転席

先頭車の前頭部中央に貫通路を設け、先頭車が編成中間に入った場合も通り抜け可能な構造とした。
- 80系と同様の非貫通型運転台は、面積が広く取れるなど運転環境を大きく向上させる点で運転側から強く支持されたが、車掌業務面で営業側から貫通構造が要望された結果取り入れられ、以後長らく国鉄急行形・近郊形の標準とされた。

運転台前面窓は、側面まで回り込んだパノラミックウインドウとして視認性を高めた。前照灯は屋根上から窓下に移し、左右に大型白熱灯を1基ずつ計2基配置した。前照灯の下には尾灯を配置し、前照灯と貫通路の間にタイフォンを設置した左右対称のデザインとした。また貫通路上には、照明入りの大型列車種別表示器を設け、ホームで列車待ちをする利用者の利便性を図った。
クハ153形の1961年度以降製造車は、その頃自動車の増加によって踏切事故が急増していたため、その対策として乗務員の安全性を高めるため、従来の運転台（低運転台）から前面窓の縦幅を短くし運転台を300mm高くする（高運転台）設計変更が実施された。このデザインは、後に登場する165系・451系・471系などの急行形、113系・115系・415系などの近郊形車両にも受け継がれた。

#### ユニット窓
客室側窓は後に開発されたサロ152形を除き、国鉄車両としては初めて「上段下降・下段上昇式」のユニット窓を採用した。本窓は当時の西ドイツ国鉄客車を参考にした方式である。
構造的に枠内で完結する方式の二段窓であるため、幕板内の窓袋や窓かまちの修正仕上げも不要となり、艤装や塗装が終わった車体に窓枠ユニットを外側から組み付け、縁部をコーキングするだけで施工が完了する。このため生産性・整備性が著しく向上した。
ユニット窓は開けても窓が車体内に全く入り込まないため、開口面積は全開時でも窓全体の半分になってしまうが、従来よりも窓自体の面積が大幅に拡大（天地寸法940mm）されており、非常時には窓から脱出できるだけの十分な開口幅を確保している。

### 車内設備

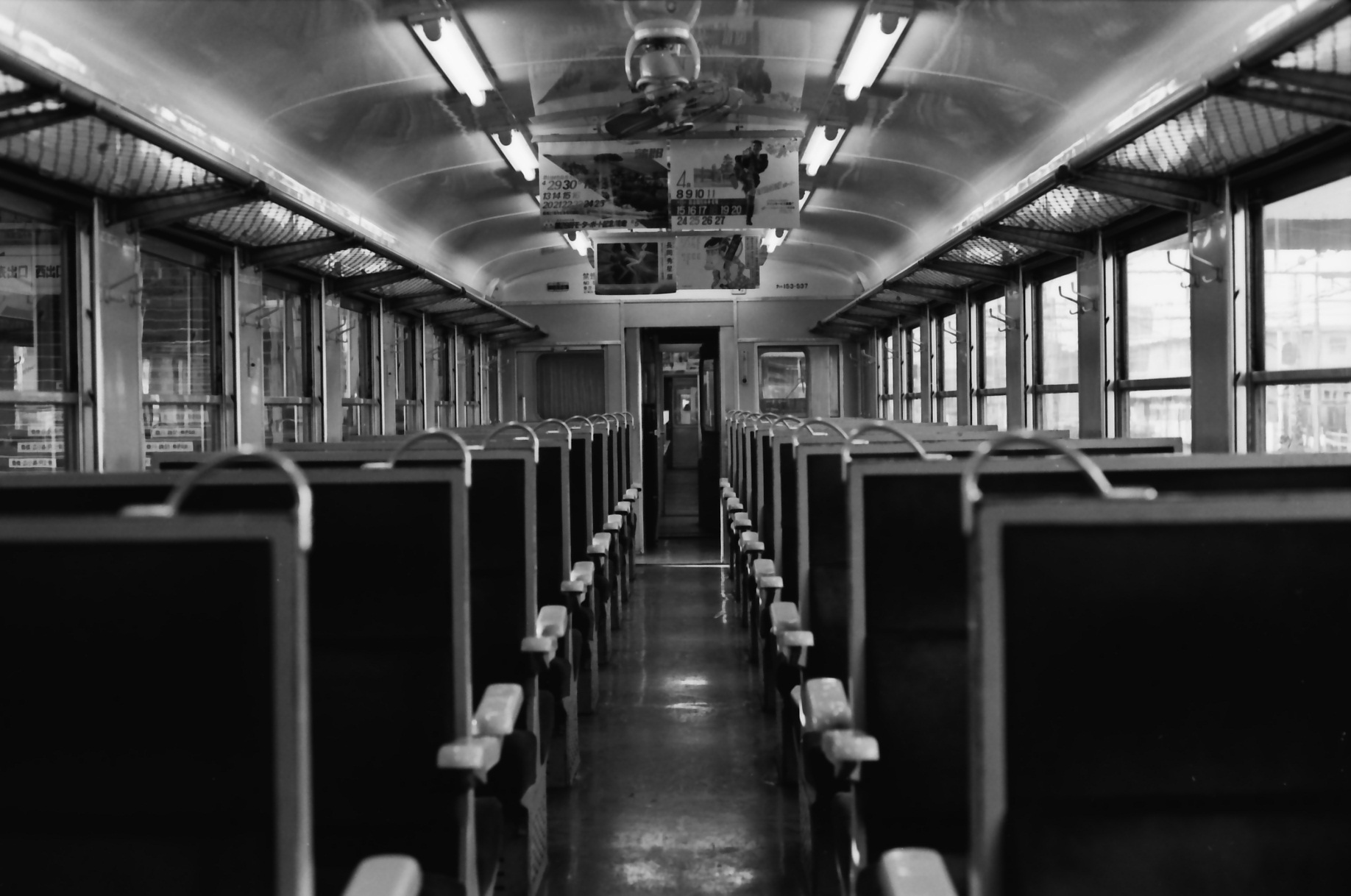
客室内（非冷房車）

独立したデッキを設置する。80系でもデッキは設置されたが、普通列車での使用を考慮していたため客室内の車端部をロングシートとしたのに対し、本系列では基本的に準急列車などの料金収受が発生する運用を前提にしており、座席は全席クロスシートとした。
3等車は客車同様の対面型固定クロスシート（ボックスシート）としたが、車体幅が拡大されたことにより座席も横幅が広くなり、窓側の肘掛や栓抜き付きミニテーブルも設置された。通路幅は540mm。向かい合わせのシートピッチは1460mmで、中間車の定員は客用扉を客車より30cmずつ幅広としたため、標準的客車の定員88人より4人少ない定員84人となる。
- このため車端部デッキを背にした2人掛け席区画[注 9]が存在する。

洗面所・トイレをサハシ153形を除く各車両の車端部に設置した。
- 以前の急行形客車ではデッキより客室側にあったが、先行した10系客車同様に客室とはデッキを挟んで隔離した配置とし臭気が客室内に侵入するのを防止した。

名目上は「準急形」ではあったものの、設備内容は当時の急行用客車と同等以上の水準に達するものであり、当初から急行列車での運用を視野に入れていたことがうかがえる。実際、本系列の後に量産された165系・451系・471系などの新性能急行形電車も接客設備は基本的に本系列を踏襲しており、153系は以後の国鉄急行形電車の原型である。
空調については後述の#冷房化改造を参照のこと。

### 主要機器
モハ90形での開発成果を生かし、システムの多くを踏襲したうえで設計された。
モハ153形に搭載されたCS12A形電動カム軸多段制御器により、モハ153形+モハ152形2両分8基のMT46A形主電動機を制御する1C8M構成のMM'ユニット方式、駆動システムは歯車比を4.21とした中空軸平行カルダン駆動を採用。営業運転時最高速度は110km/h、設計最高速度130km/hとした。
当初より広範な利用を前提として設計されていたとはいえ、MT46形は本来は全電動車方式による高加減速通勤電車へ採用すべく開発された主電動機であったため、電動車と制御・付随車の比率を示すMT比が1:1の編成を基本に計画された本系列の場合、同時代に設計されたMT比1:1前提の私鉄向け高性能電車と比較して出力不足気味で、連続勾配路線ではMT比を高く取る必要があった。そのため最盛期の東海道本線などで組成されたMT比1:1の12両編成では、連続急勾配で知られた山陽本線瀬野 - 八本松間（通称：瀬野八）で登坂となる上り列車では自力登坂が不可能なため補機となるEF61形電気機関車+オヤ35形控車による推進運転を実施した。その一方で、停車駅の少ない運用や変電所低容量路線での運用では、緩勾配であることを前提にMT比2:3という限界ぎりぎりの経済編成を組成するケースもあった。

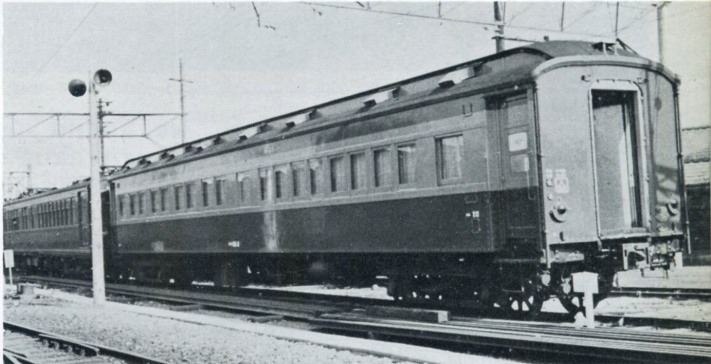
控車オヤ35 2

台車はDT21系の枕ばねをベローズ形空気ばねに置換えたスウィングハンガー式車体支持装置を備え、ボルスタアンカーを付加したDT24・24A（電動車）・TR59・59A（付随車）を装着する。151系用のDT23・TR58を基本としつつ急行電車での使用に適した形に改修したもので、定員乗車を前提として設計された特急形とは異なり急行形の場合は乗車率300％での使用も想定しているため、台車枠鋼板はDT23・TR58のような薄型とはせずに通常の厚さとした。当時としては最先端の台車で、従来の80系電車などで採用されていたDT20形などに比して乗心地の改善に著しい効果を上げた。

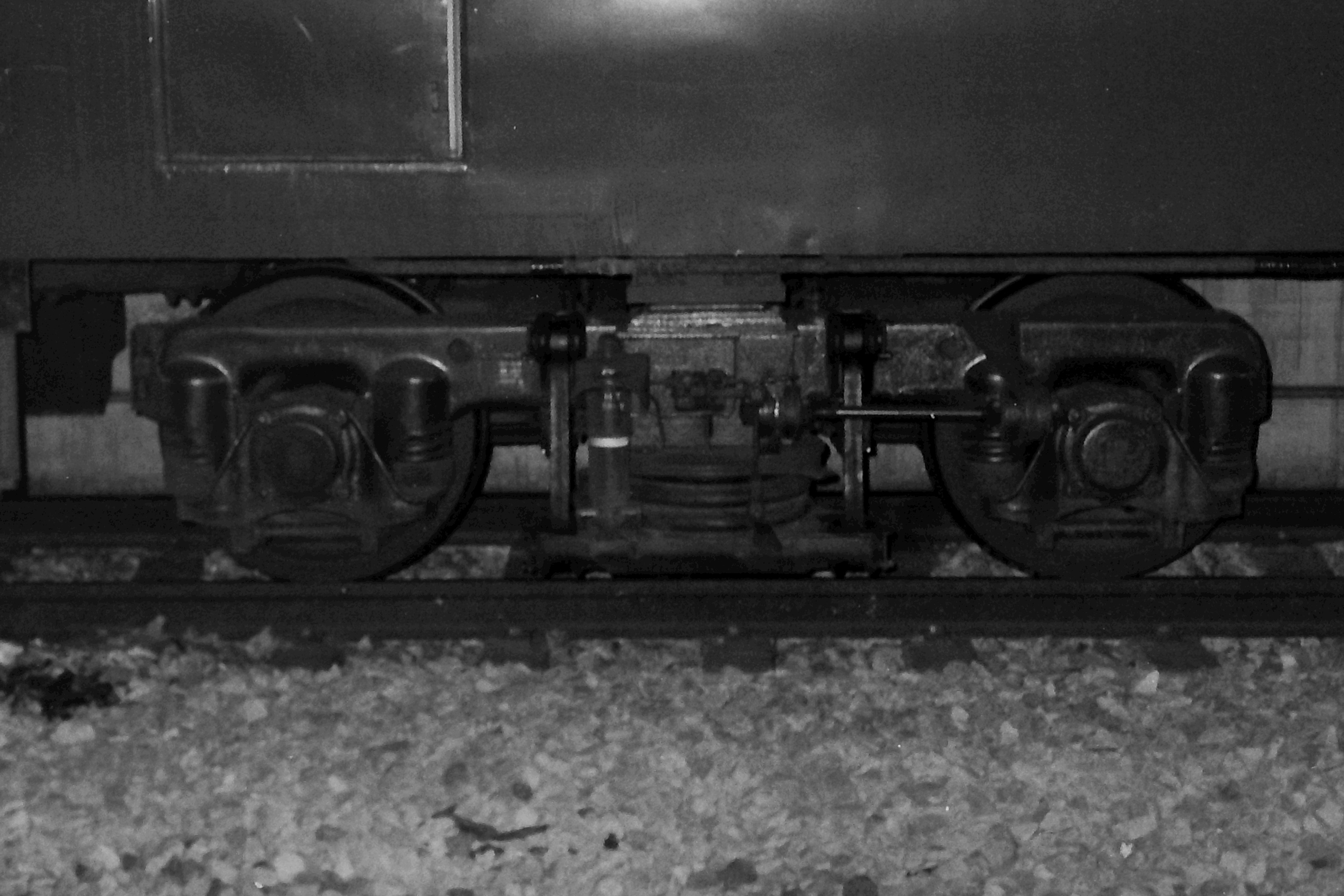
TR59台車

パンタグラフは新開発の高速電車用菱枠であるPS16形を当初より採用。モハ152形に1基搭載とした。戦時設計品であった従来のPS13形よりはむしろ戦前の標準品であったPS11形の系譜に連なる鋼管組み立て構造のパンタグラフで、高速走行時のスライダーシューの架線に対する追従性を改善している。PS16形は使用条件に合わせた小改良を重ねつつ、国鉄電車用標準型パンタグラフとして1980年代まで長く採用された。
ブレーキはアメリカ・ウェスティングハウス・エアブレーキ社（WABCO）が開発したHSC-D発電ブレーキ併用電磁直通ブレーキを基本とするSEDブレーキを採用した。運転台のブレーキ制御弁に回転角に応じたブレーキ力が得られるセルフラップ弁を採用し、これに電気接点を付加して制御器側の発電ブレーキと同調動作するように設計されたものであるが、発電ブレーキを単独で作動させる抑速ブレーキ機能はない。

## 形式

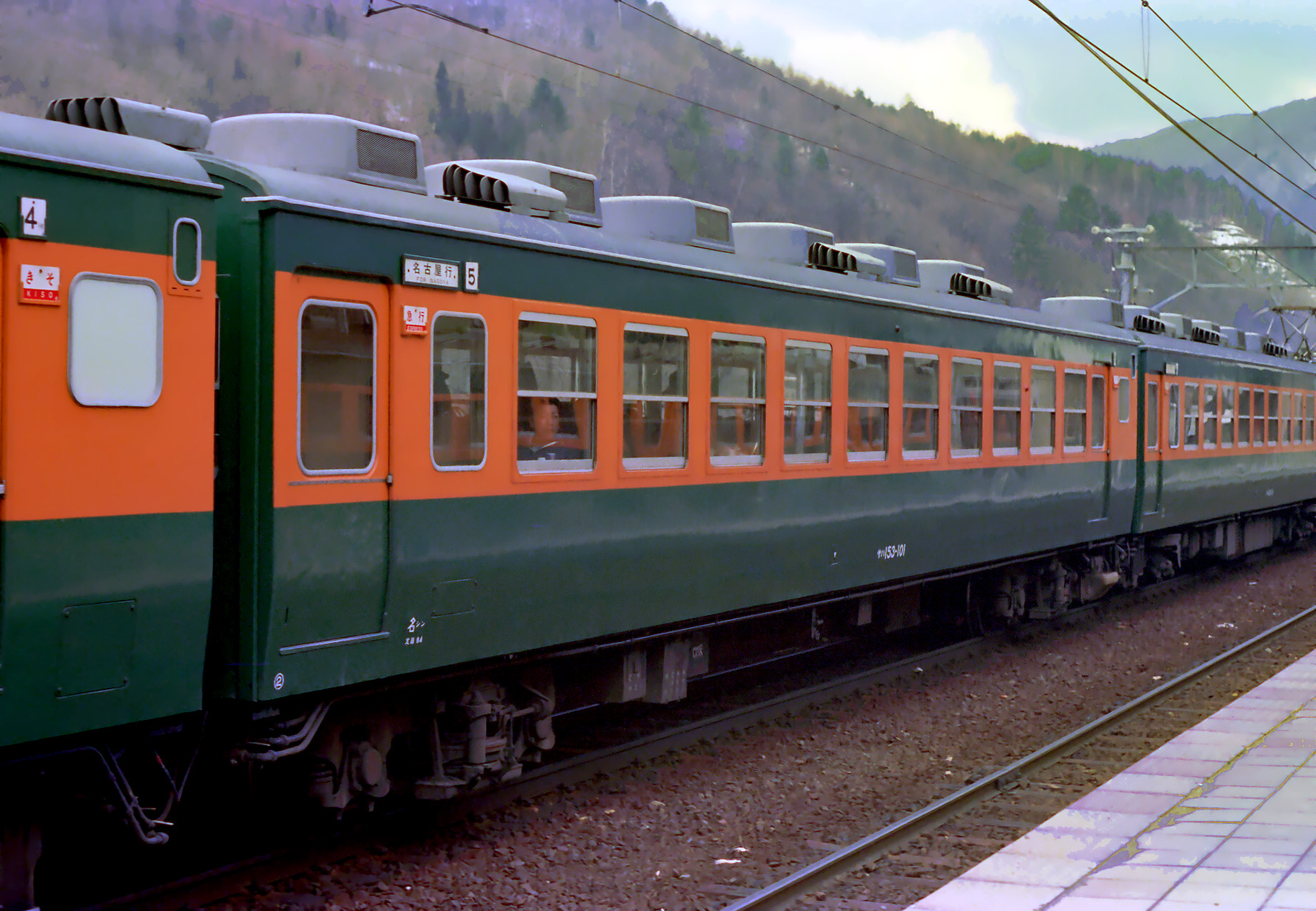
サハ153-101

1958年から1962年にかけて製造されたが、サロ152形・サハシ153形は1961年・1962年のみの製造である。また本項解説では以下の注意をされたい。
- 1960年7月1日に等級制度が3等から2等に、1969年5月10日には運賃制度改定により1等→グリーン車・2等→普通車に変更されているが、解説では落成当時の状況に合わせるものとする。
- ※は、1959年の車両称号規程改正以前の形式とする。

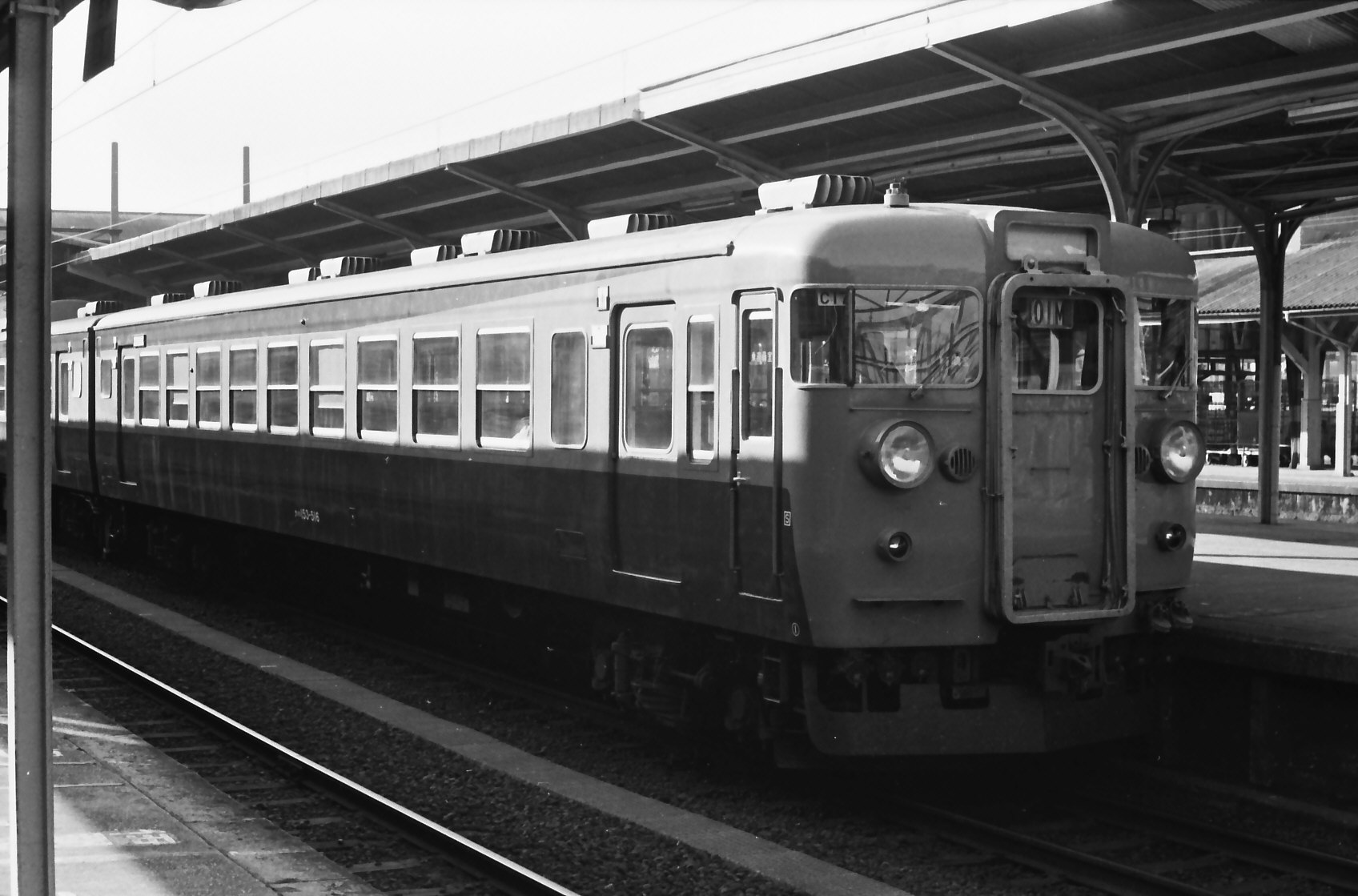
クハ153-516

クハ153-1 - 80・501 - 557（※クハ96形）
3等制御車で本系列唯一の先頭車。定員76名。密着連結器の両側に制御用KE57A形ジャンパ連結器2基を備えており、奇数（東海道本線基準で東京側）・偶数（同じく神戸側）向の区別なく使用できる両渡り構造であるが、冷房改造車は電源用110kVAMGを搭載し引き通しが片渡り構造となったため向きは固定された。
500番台は、踏切事故対策から運転台位置を300mm高くする設計変更が行われた1961年以降製造車の区分である。
1 - 22が96001 - 96022の旧番号で落成。
モハ153-1 - 161（※モハ91形奇数車）
モハ152-1 - 161（※モハ91形偶数車）
| モハ153-99 |  | モハ152-99 |
| モハ153-99 |  | モハ152-99 |

ユニットを組む3等電動車でともに定員84名。
モハ153形には主制御器や主抵抗器などを、モハ152形にはパンタグラフや電動空気圧縮機（CP）を搭載。電動発電機（MG）はMT比1:1で編成することを基本としたため両形式にそれぞれ5kVAの物を搭載した。
1961年度製の66以降は妻面窓の片側を廃止して主電動機冷却風取入口を設置した。
両形式1 - 23が91001 - 91046の旧車両番号で落成。
サハ153形（※サハ97形）
モハ153形と同一車体を持つ3等付随車で定員86名。当初は電動空気圧縮機（CP）搭載で製造されたが、後にMG・CP搭載車や未搭載車も製造されたために改番と番台区分が行われた。
1 - 11（MG・CPなし）
- 初代1 - 10は101 -110に改番。

101 - 116（CP搭載）
- 101 - 106は、97001 - 97006の旧番号で落成。改番によりサハ153-1 - 6（初代）となり1959年に4両（7 - 10）が追加製造されたが、1960年に0番台（2代目）と200番台が製造されることから100番台（101 - 110）に1960年3月9日付けで改番された。1959年度本予算分の111は発注時は11であるが史料により改番の有無が異なっておりはっきりしていない、1960年・1961年に112 - 116が増備された。

201 - 221（MG・CP搭載）
- 1960年から製造された。後の冷房化改造によりMGは110KVAの物に交換。165系による身延線急行「富士川」（1972年3月 - 1983年3月）では冷房電源・圧縮空気容量確保のため本区分番台が限定で組込まれた。

サロ153-1 - 59・202・203・901・902（※サロ95形）
2等付随車で定員60名。計63両が製造された。1 - 10が95001 - 95010、901・902が95901・95902の旧番号で落成。
座席は「並ロ」クラスの回転クロスシートを設置している。これは本系列が本来は普通・準急列車用とされていた80系の後継形式であったためである。
サロ152形製造以降は、急行列車にはサロ152形が、準急列車には引き続きサロ153形が充当されたが、後に準急列車も1等車のリクライニングシート化・冷房化が計画されサロ165形への置換えを開始。1966年から1968年にかけて全車近郊形の113系に対応したサロ110形に改造され、本系列から外れた。
全車、落成時は等級帯を青1号としていたが、1961年7月に実施した等級帯の改定で順次淡緑6号に変更し、全車に実施された。
本形式には以下の番台区分が存在する。
201 - 203
- 湘南準急付属編成用MG・CP搭載車で201は13からの改造車（詳細は後述）。

901・902
- 1958年に汽車製造株式会社東京製作所が製造した外板のみステンレス鋼を使用したセミステンレス製試作車。鋼製車体から改造されたEF10形とは異なり、当初からステンレスでの車体は国鉄初である。また、客用出入り口横の等級の数字（製造当初は"2"、後に二等級制で"1"）は上記1 - 59、202・203と異なり切り抜き文字となっている。無塗装の銀色車体で落成したが、汚れが目立つことなどを理由に後年は他車同様に塗装された。

サロ152-1 - 30
急行「なにわ」電車化と共通運用となる「せっつ」のグレードアップに伴い30両が製造された1等車で定員48名。「特ロ」クラスのリクライニングシートと2連形バランサ付き1段下降窓を採用。照明はグローブ付き蛍光灯となるなど以降の急行形1等車の基本形となった。
1961年7月以前に落成した最初期のサロ152は等級帯を青1号としていたが、同月以降に落成した車両は等級帯を淡緑6号に変更し、最初期の落成車両についても全車帯を塗り換えた。
車両基地での編成替えや検査時の編成分割を考慮し回送運転台を装備。
後述の200番台→100番台を除く冷房改造車は1968年以降はサロ163・165形と共用で運用。
1975年までにサロ153と同様全車113系対応のサロ112形に改造されたが、下降窓から雨水侵入による車体下部の腐食が激しく1979年までに廃車された。
サハシ153-1 - 30
サロ152形と同時に製造された2等ビュフェ合造車。1 - 28が近畿車輛で、29・30が川崎車輌で製造された。
車体中央部よりやや客室寄りに設置された幅700mmの客用扉を境に前位寄りが定員36名の2等客室で、後位寄りをビュフェとした。トイレ・洗面所は未設置。
ビュフェには冷蔵ケースや電気酒燗器など当時としては最新の供食設備が採用され、カウンターの一角には寿司コーナーが設置された。
- 後に製造されたサハシ165・451・455形の基本になる（ビュフェ部は調理室側採光用小窓と搬入用扉、通路側の特急形と同様の複層ガラスの二重固定窓、また新製当初からキノコ形カバーに内蔵されたAU12形分散式冷房装置4基によるビュフェ部の冷房。床下に自車電源用の40kVA MG搭載など共通点も多い）。
- しかし、CPの有無（サハシ165・455形のみ未搭載）や調理室側採光用小窓の位置、車内販売用業務用控室の有無（本形式にはない）、寿司コーナーを蕎麦コーナーあるいは饂飩コーナーに変更などの差異も存在する。
- 1961年12月、23に東芝製のマイクロウェーブオーブン（電子レンジ）を搭載。営業列車でテストが行われた結果は良好で、上述急行用サハシ3形式・新幹線0系35形などに正式採用された。なお「電子レンジ」という名称は、テスト運用に関わった国鉄の担当者の発案とされる。

1965年および1968年に2・4・6・8・14の5両がサハシ165形50番台へ、1968年に1・3・5・7・9・10・13・24・25・27の10両がサハシ169形へ改造された。
残存した11・12・16 - 23・26・28 - 30の15両は、1967年以降全車宮原電車区集中配置となったが、1972年に下関運転所に転属。これ以降はビュフェの営業が休止された。
山陽新幹線博多開業による山陽線急行全廃後は、転用先が存在しなかったことから、1974年に15が教習車のクヤ165形へ、1975年に11が同じく教習車のクヤ153形へそれぞれ改造された以外は、1976年3月から同年9月にかけて全車廃車となり形式消滅した。

## 改造
冷房化改造・改番を伴うもの・他形式や他系列への改造について記述・解説を行う。

### 冷房化改造
本系列は当初、サハシ153形のビュフェ部を除いて全車非冷房で扇風機が設置されていた。しかし優等列車冷房化計画により、1964年度から1等車で、1968年度からは2等車で、以下の要領で施工された。
AU12S形分散式冷房装置6基（サロ152形）
床下に電源用20kVA MGを搭載。
1967年度改造車以降は2等車冷房化を考慮して三相引き通し線を新設したために片渡り構造となった（後に初期の冷房改造車も片渡り構造に改造）。
- ただし新幹線開業にともなう在来線優等列車の減少やサロ165形の増備などにより改造は15両に施工された時点で中止された。

AU13E形分散式冷房装置6基（モハ153形・サハ153形 ※クハ153形は5基）
サロ152形では冷房電源用MGを自車搭載給電としたが、その他は4両分まで電源供給可能な110kVA MGをクハ153形・サハ153形200番台に搭載。
クハ153形は三相引き通し線を新設したために片渡り構造となり、方向が固定された。
- 大垣電車区・神領電車区（現・神領車両区）配置のサハ153形0・100番台冷房改造車の一部にも110kVA MGを搭載したが改番は行われていない。

AU13E形分散式冷房装置2基（サハシ153形客室部）
客室部冷房化は1972年から1973年にかけて17 - 20・22・26・28 - 30の9両に施工。ビュフェ部のAU12形は存置されたため屋根には2種類の冷房装置が並ぶこととなった。だが、山陽新幹線博多延伸後に他線への転用が困難なこともあって客室部の冷房改造は1973年で中止され、客室部が非冷房のまま廃車になった車両もある。
AU72形集中式冷房装置（モハ152形）
パンタグラフ搭載により分散式では冷房能力が不足することが問題となったため集中式を採用。
- 全車AU72形で統一しなかったのは当時集中式が重くて高価であり、搭載には車体補強改造も要求され工期が長期化するためである。

冷房化改造は全車に行き渡らず、1980年代前半には非冷房車の多くが大垣電車区に集中配置され急行「東海」「比叡」にも投入されたが、近郊形車両の冷房化が促進された時期にあって非冷房の電車急行は特に夏場の評判が悪く「暖房車」と酷評されていた（遜色急行も参照）。そのため夏期は非冷房車を「東海」運用には極力入れないようにしていたが、当時既に中京快速と共通運用化されていた「比叡」については夏期でも非冷房車が入ることがよくあった。また、最終的に非冷房のまま廃車となった車両も多い。

### サロ153形200番台化改造
田町電車区付属編成は通常12号車にサハ153形が組込まれるが、湘南準急での伊豆箱根鉄道駿豆線修善寺への入線運用ではMG・CP付の200番台が必要とされた。また同時に一部列車で2等車連結も要求されたことからサロ153-202・203が新造されたが、車両需給の関係上1両は基本番台からの改造で賄われることになり、1960年に大井工場（現・東京総合車両センター）で改造が施工された。
- サロ153-13→サロ153-201
  - 1967年のサロ110形格下げ改造の際には3両ともMG・CPを撤去し、201は元車番のサロ110-13[注 28]へ、新造車の202・203はサロ153形基本番台追番となるサロ110-60・61となった。

### サロ152形・100・200番台化改造
上述のサロ153形200番台は、リクライニングシート化とサロ110形改造の種車として捻出されることからサロ152形へ置換えることになり、1967年に大井工場で非冷房車だった3両にMG・CPを搭載する工事が施工され200番台に区分された。
- サロ152-15・17・19→サロ152-201 - 203

1970年に1両が追加改造されることになったが、冷房改造施工済で自車給電用MG搭載済だったことからCPのみ搭載で落成した。このため新たに100番台の区分とされた。200番台車も1968年に冷房改造を施工されていたことから、100番台に統合された。
- サロ152-30・201 - 203→101 - 104

1975年にサロ112形へ格下げ改造された際には100番台の車両番号が承継された。

### クヤ153-1
1975年に吹田工場（現・吹田総合車両所）で、サハシ153-11が大阪鉄道管理局の教習車（事業用車）に改造された。改造内容は以下の通り。
- 客室区画は運転実習室に改修し、運転シミュレータを設置。
- ビュフェ区画を座学講習用講義室に改装。
- 塗装は青15号の地色に前面下半を黄色5号の警戒色とし、側面上端と下端に黄色5号の帯を配した新性能直流事業用車標準塗色に変更。
- 両端部は103系低運転台車に準じた非貫通形運転室を設置。
- 屋根上にPS13形パンタグラフを搭載。
- 床下艤装からビュフェ関連機器（水タンク）を撤去。

改造後は向日町運転所（→京都総合運転所→現・吹田総合車両所京都支所）に配置されたが、1987年2月15日付で廃車となった。

### 他系列への改造
編入改造先の項目も参照されたい。

#### 113系への改造
113系への編入改造を以下に示す。
- サロ153形→サロ110形0番台・900番台
- サロ152形→サロ112形0番台

詳細は以下を参照。
- サロ110形→国鉄113系電車#サロ110形0・900・1000番台
- サロ112形→国鉄113系電車#サロ112形

#### 165・169系への改造

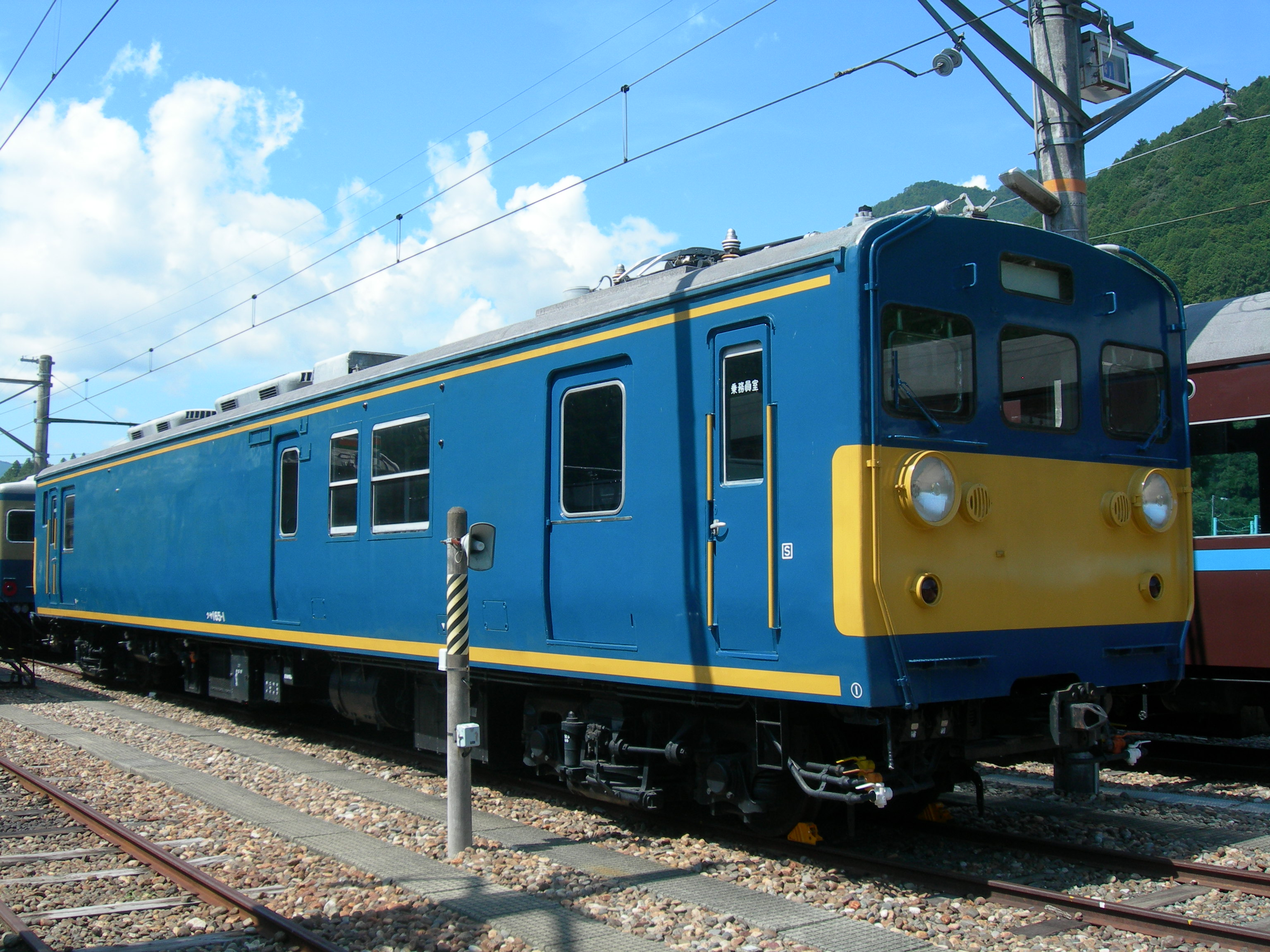
クヤ165-1

165・169系に編入改造を受けたものとしては以下の各形式がある。
- クハ153形→クハ164形
- サハシ153形→サハシ165形50番台

詳細は国鉄165系電車#サハシ165形50番台を参照。
- サハシ153形→サハシ169形

詳細は国鉄165系電車#169系を参照。
- サハシ153形→クヤ165形

1974年に浜松工場でサハシ153-15を名古屋鉄道管理局の165系電車用教習車に改造したもの。
詳細は国鉄165系電車#クヤ165形を参照。

## 運用

### 東海道新幹線開通まで
東海道本線優等列車沿革・山陽本線優等列車沿革・近鉄特急史#近鉄線と並行する国鉄・JR線の優等列車など・東海 (列車)・踊り子 (列車)・マリンライナー#宇野線・本四備讃線優等列車沿革も参照のこと。
準急「東海」「比叡」と湘南準急（東京 - 熱海・伊東・修善寺）に投入されていた80系電車の置換え用として、それぞれの充当用車両を大垣電車区（現・大垣車両区）・宮原電車区（現・網干総合車両所宮原支所）・田町電車区（→田町車両センター→現・東京総合車両センター田町センター）に配置。1958年11月から運用を開始する予定であったが、所要車両の落成が間に合わず初日に本系列で運転が開始されたのは「東海」1往復のみで、置換え計画は以下の要領で進んだ。この為、こだま型20系（151系）の華々しいデビューとは逆にひっそりとした登場となり、宮原区に投入される車両を大垣区に貸渡すなどの処置がとられている。
準急「東海」
- 1958年11月開始 1959年4月完了

準急「比叡」・湘南準急
- 1959年4月開始 同年6月完了

当初は以下の編成が組成された。
「東海」「比叡」編成
| 「東海」（担当：大垣電車区） |          |          |          |          |          |          |          |          |          |          |          |
| ← 大垣・名古屋東京 →         |          |          |          |          |          |          |          |          |          |          |          |
| クハ 153                     | モハ 152 | モハ 153 | サロ 153 | サロ 153 | モハ 152 | モハ 153 | クハ 153 | サハ 153 | モハ 152 | モハ 153 | クハ 153 |
| 「比叡」（担当：宮原電車区） |          |          |          |          |          |          |          |          |          |          |          |
| ← 神戸・大阪名古屋 →         |          |          |          |          |          |          |          |          |          |          |          |
| クハ 153                     | モハ 152 | モハ 153 | サロ 153 | モハ 152 | モハ 153 | サハ 153 | モハ 152 | モハ 153 | クハ 153 |          |          |

田町電車区編成
| ← 修善寺・伊東・浜松東京 → | | | | | | | | | | |          |          |          |          |          |
| クハ 153 | モハ 152 | モハ 153 | サロ 153 | サロ 153 | モハ 152 | モハ 153 | モハ 152 | モハ 153 | クハ 153 | + | クハ 153 | サハ 153 | モハ 152 | モハ 153 | クハ 153 |
| 基本編成 | 基本編成 | 基本編成 | 基本編成 | 基本編成 | 基本編成 | 基本編成 | 基本編成 | 基本編成 | 基本編成 | | 付属編成 | 付属編成 | 付属編成 | 付属編成 | 付属編成 |
| 付属編成は右のサロ153形編成の場合もあった 「はまな」の付属編成は運転開始当時にはサロ153形組込編成を限定使用していた 後にサロ153形組込の付属編成の一部でバラのモハユニット1組を挿入し7両編成を組成して下記の「ゆきぐに」に充当された | 付属編成は右のサロ153形編成の場合もあった 「はまな」の付属編成は運転開始当時にはサロ153形組込編成を限定使用していた 後にサロ153形組込の付属編成の一部でバラのモハユニット1組を挿入し7両編成を組成して下記の「ゆきぐに」に充当された | 付属編成は右のサロ153形編成の場合もあった 「はまな」の付属編成は運転開始当時にはサロ153形組込編成を限定使用していた 後にサロ153形組込の付属編成の一部でバラのモハユニット1組を挿入し7両編成を組成して下記の「ゆきぐに」に充当された | 付属編成は右のサロ153形編成の場合もあった 「はまな」の付属編成は運転開始当時にはサロ153形組込編成を限定使用していた 後にサロ153形組込の付属編成の一部でバラのモハユニット1組を挿入し7両編成を組成して下記の「ゆきぐに」に充当された | 付属編成は右のサロ153形編成の場合もあった 「はまな」の付属編成は運転開始当時にはサロ153形組込編成を限定使用していた 後にサロ153形組込の付属編成の一部でバラのモハユニット1組を挿入し7両編成を組成して下記の「ゆきぐに」に充当された | 付属編成は右のサロ153形編成の場合もあった 「はまな」の付属編成は運転開始当時にはサロ153形組込編成を限定使用していた 後にサロ153形組込の付属編成の一部でバラのモハユニット1組を挿入し7両編成を組成して下記の「ゆきぐに」に充当された | 付属編成は右のサロ153形編成の場合もあった 「はまな」の付属編成は運転開始当時にはサロ153形組込編成を限定使用していた 後にサロ153形組込の付属編成の一部でバラのモハユニット1組を挿入し7両編成を組成して下記の「ゆきぐに」に充当された | 付属編成は右のサロ153形編成の場合もあった 「はまな」の付属編成は運転開始当時にはサロ153形組込編成を限定使用していた 後にサロ153形組込の付属編成の一部でバラのモハユニット1組を挿入し7両編成を組成して下記の「ゆきぐに」に充当された | 付属編成は右のサロ153形編成の場合もあった 「はまな」の付属編成は運転開始当時にはサロ153形組込編成を限定使用していた 後にサロ153形組込の付属編成の一部でバラのモハユニット1組を挿入し7両編成を組成して下記の「ゆきぐに」に充当された | 付属編成は右のサロ153形編成の場合もあった 「はまな」の付属編成は運転開始当時にはサロ153形組込編成を限定使用していた 後にサロ153形組込の付属編成の一部でバラのモハユニット1組を挿入し7両編成を組成して下記の「ゆきぐに」に充当された | 付属編成は右のサロ153形編成の場合もあった 「はまな」の付属編成は運転開始当時にはサロ153形組込編成を限定使用していた 後にサロ153形組込の付属編成の一部でバラのモハユニット1組を挿入し7両編成を組成して下記の「ゆきぐに」に充当された | クハ 153 | サロ 153 | モハ 152 | モハ 153 | クハ 153 |

1959年9月のダイヤ改正で以下の変更を実施。
- 「東海」「比叡」の姉妹列車として全車指定席の「新東海」「伊吹」にも投入。
- 田町区編成を使用した東京 - 浜松間の「はまな」が運転開始。

1960年（昭和35年）6月ダイヤ改正では以下の変更を実施。
- 国鉄初の定期電車急行列車[注 31]として東京 - 大阪間の急行「せっつ」に10両編成を投入して運行を開始。当初は田町電車区の湘南準急用編成を使用した。
- 大垣電車区の修学旅行用159系電車にサロ153形を組み込んだ不定期準急「ながら」を設定。
  - 「ながら」は159系が本来の使用目的がない時期のみの運転とされ、運用の関係で「東海」に投入されることもあった。
- 「せっつ」「比叡」の間合い運用で名古屋 - 沼津間に「するが」を新設。このため「するが」に充当する153系の編成は大垣電車区の編成ではなく、田町電車区の編成による広域運用となる[注 32]。

1960年から1961年にかけては、本系列に最初の大きな変化があった時期で、宇野線電化の完成した同年10月からは大阪 - 宇野間の四国連絡準急「鷲羽」にも投入された。
- 宇野線は変電所容量の問題から電動車3ユニットによる運転が不可能であるため、4M6Tの特殊編成が組成された[注 33]。

1961年3月にはサロ152形・サハシ153形が落成したために「せっつ」の編成変更と共に以下の変更が実施された。
- 「せっつ」を宮原電車区に移管し、共通運用で東京 - 大阪間の客車急行「なにわ」と新設された夜行急行「金星」に投入。
- 名古屋 - 沼津間の「するが」を田町電車区の編成から宮原電車区の編成による運用（「鷲羽」用編成。その送り込み運用である「比叡」「伊吹」の一部[注 34]と「鷲羽」と共通化の上広域運用で対処）となる。
- 車両落成を待って、同年7月からは80系電車で運転されていた東京 - 姫路間の急行「はりま」にも投入。

| 東海道本線急行用編成                     |          |          |            |          |          |            |          |          |          |          |          |
| ← 姫路・大阪東京 →                       |          |          |            |          |          |            |          |          |          |          |          |
| クハ 153                                 | モハ 152 | モハ 153 | サハシ 153 | サロ 152 | サロ 152 | サハシ 153 | モハ 152 | モハ 153 | モハ 152 | モハ 153 | クハ 153 |
| 「鷲羽」「するが」専用編成               |          |          |            |          |          |            |          |          |          |          |          |
| ← 宇野・大阪・名古屋大阪・名古屋・沼津 → |          |          |            |          |          |            |          |          |          |          |          |
| クハ 153                                 | モハ 152 | モハ 153 | サロ 153   | サハ 153 | サハ 153 | サハ 153   | モハ 152 | モハ 153 | クハ 153 |          |          |

さらに同年5月6日から東海道本線系統以外での営業運転として、田町電車区所属車から4両編成を組成して上野 - 水上間の準急「上越いでゆ」が運転開始された。
同列車は土・日のみの運転で、上野 - 渋川間は80系電車4両編成の長野原（現・長野原草津口）発着編成を併結。本系列は電磁直通ブレーキ機能を停止して全編成自動ブレーキのみとし、両系列間には特殊ジャンパ連結器を使用し運転された。
6月30日の運転からは、長野原編成も本系列4両編成となったが、当時の長野原線（現・吾妻線）は非電化区間であったためC11形蒸気機関車+控車兼電源車のオハユニ71形に牽引され運転された。
同年10月のダイヤ改正で以下の変更を実施。
急行
- 「せっつ」「なにわ」「はりま」に加え東京 - 大阪間で「いこま」「よど」「やましろ」「六甲」を設定。昼行6往復 夜行4往復（「はりま」を含む）に充当。

- 一部の運用を田町電車区に移管したが、1962年4月には再度宮原電車区に集約。
- 「金星」は寝台中心の客車列車に移行。

準急
- 東京 - 名古屋間の特急「おおとり」新設に伴い「新東海」を「東海」に統合。「東海」7往復 「比叡」8往復に増強。
- 「伊吹」は2往復が急行用編成[注 37]、1往復が「鷲羽」用編成の運転に変更。
- 大阪 - 三原間の準急「びんご」に「鷲羽」用編成を投入して運転開始。
- 「上越いでゆ」の長野原発着編成を「草津いでゆ」に改称。
- 東京・上野 - 長岡間の準急「ゆきぐに」1往復に田町電車区の7両編成（伊豆準急の付属編成のうち、サロ153を連結している編成にモハ152+モハ153のユニットを1組挿入した編成）を投入。ただし運転開始は翌1962年2月1日より実施し、153系使用の下り列車のみ東京発で設定。

| 「ゆきぐに」編成   |          |          |          |          |          |          |
| ← 東京・上野長岡 → |          |          |          |          |          |          |
| クハ 153           | モハ 152 | モハ 153 | サロ 153 | モハ 152 | モハ 153 | クハ 153 |

同年12月10日からは伊豆急行伊豆急行線開業により、田町所属車が伊豆急下田までの運用拡大と乗入れを開始した。
1962年6月のダイヤ改正では以下の変更を実施。
- 山陽本線広島電化が完成。東京 - 広島間「宮島」昼行・夜行1往復ずつに充当。急行形電車を使用した定期列車として当時最長距離894.8kmでの運転となった。

- 「宮島」は、上り列車の瀬野 - 八本松間では急勾配対策として補機のEF61形+オヤ35（控車）が連結されたほか、「やましろ」「第2よど」の区間延長扱いとしたため同2列車は発展的解消となった。

- 「上越いでゆ」「草津いでゆ」廃止。「ゆきぐに」は2月1日より運転していた東京発の下り列車を上野発に変更（上りは上野着のままで不変）。

1963年4月には高崎線・上越線での運用となる「ゆきぐに」が、落成した165系に置換えられた。余剰となった車両からサロ153を脱車した6両編成を組成して、同年房総地区夏ダイヤで中野 - 館山間臨時準急「汐風」に充当させた。
- 「汐風」の房総西線（現・内房線）千葉 - 館山間は非電化区間であったためにDD13形ディーゼル機関車重連+電源車クハ16形の牽引による運転となった。

| 「汐風」編成 |          |          |          |          |          |
| ← 中野館山 → |          |          |          |          |          |
| クハ 153     | モハ 152 | モハ 153 | モハ 152 | モハ 153 | クハ 153 |

1963年10月改正では以下の変更を実施。
急行
- 夜行「第2なにわ」を客車寝台列車化で運用終了。

準急
- 宮原電車区の準急編成を「鷲羽」用4M6T編成に集約するとともに宇野・三原方にクモハ165+モハ164形500番台の増結ユニットを連結した12両編成での運転に変更。これにより共通運用である「びんご」や、同じく共通運用であるが、広域運用を組む「するが」と「比叡」の一部、および「伊吹」の一部も12両編成となる。

#### 異常時特急運用
東海道新幹線開通以前に東京 - 大阪間で運行されていた特急「こだま」「つばめ」は151系で運用されていたが、全車が田町区の配置で大阪地区に予備車がなく、故障・事故・ダイヤの乱れによる車両運用の変更などから、やむを得ず本系列を充当した「こだま」代走運転が1959年（昭和34年）頃より1964年（昭和39年）まで数度実施された。「第一富士」脱線事故も参照のこと。
- このためクハ153形の種別表示に「特急」表示が追加された[注 40]。
- 特急料金は半額とされたが、急行「なにわ」などの東海道本線急行用編成からサハシ153を1両抜いただけの編成であり、[5]外観・接客設備も急行形車両そのものであるため「遜色特急」とされ、利用客から「こだま」をもじった「替えだま」などと呼ばれた[注 41]。

| 1964年時点での特急「こだま」代走編成 |          |          |          |          |            |          |          |          |          |          |
| ← 大阪東京 →                         |          |          |          |          |            |          |          |          |          |          |
| クハ 153                             | モハ 152 | モハ 153 | サロ 152 | サロ 152 | サハシ 153 | モハ 152 | モハ 153 | モハ 152 | モハ 153 | クハ 153 |

### 東海道新幹線開通後
1964年10月1日の東海道新幹線開通に伴うダイヤ改正で以下の変更を実施。
急行
- 東京 - 大阪間の本系列使用による急行列車は以下に変更。

- 昼行は「なにわ」「六甲」「よど」「いこま」の定期4往復に削減。
- 夜行は「いこま」不定期1往復と姫路発着の「はりま」定期1往復。

- 「宮島」は大阪・新大阪 - 広島に区間短縮。
- 大阪 - 下関間に「関門」を新設。

準急
- 「東海」1往復減の5往復。
- 「比叡」2往復減するも全車指定席列車「伊吹」2往復に全車自由席化と停車駅追加を実施し「比叡」に統合（一部の「鷲羽」編成の使用は「するが」との関係で継続）。
- 「鷲羽」一部列車を新大阪発着に変更の上増発。

1965年10月のダイヤ改正では以下の変更を実施。
急行
- 東京 - 大阪間急行列車は昼行「なにわ」2往復に統合。夜行「いこま」は不定期のまま存続。「はりま」廃止。
- 「宮島」2往復中1往復を下関まで延長。「関門」2往復に増発。

準急
- 「東海」昼行・夜行1往復ずつ廃止されて3往復に削減。
- 「比叡」4往復に削減。
- 「はまな」「ながら」廃止。
- 「するが」は毎日運転の不定期列車に格下げの上で運転区間を修善寺 - 大垣間に変更。これにより宮原電車区の「鷲羽」編成の「するが」の他、一部の「比叡」と一部の「伊吹」への広域運用および「びんご」での共通運用を終了し、不定期列車格下げ後は大垣電車区に移管。なお、宇野線の変電所容量の増強により「鷲羽」編成そのものも消滅した。
- 宮原電車区準急編成の組成を変更。クモハ165+モハ164形500番台の増結ユニットを連結中止。同ユニットは下関運転所（現・下関総合車両所）に転出。

| 宮原電車区準急用12両編成   |          |          |          |          |          |          |          |          |          |          |          |
| ← 三原・宇野名古屋・沼津 → |          |          |          |          |          |          |          |          |          |          |          |
| クハ 153                   | モハ 152 | モハ 153 | サハ 153 | サロ 153 | モハ 152 | モハ 153 | サハ 153 | サハ 153 | モハ 152 | モハ 153 | クハ 153 |

宮原区所属車両ではこれとは別に以下の転配が実施された。
- サハシ153形2両がサハシ165形に改造され、松本運転所（現・松本車両センター）に転出。
- サロ152形10両が大垣電車区のサロ153形置換えのため転出。
- クハ153形0番台8両とサロ152形6両が下関運転所に転出。クハ153形は1966年にクハ164形に改造された。

- 代替として宮原区にはクハ165形・サロ165形が新造配置された。またサロ153形を置換えるだけでなく、非冷房のサロ152形も置換えが推進された関係で引続き宮原区・田町区にサロ165形が投入された
- サロ153形は1967年までに、サロ152形は田町・下関配置車を除き1969年までにそれぞれサロ110形・サロ112形に改造された。

1966年3月の料金制度改定により、走行距離100km以上の準急列車は急行列車に格上げされた。また「するが」は急行格上げの際に「中伊豆」に愛称を変更された。
1966年10月のダイヤ改正では以下の変更を実施。
- 東京 - 大阪間の急行は「なにわ」2往復に削減。
- 「東海」は2往復が廃止されて4往復になる。
- 「比叡」は4往復に削減。
- 「関門」は2往復、「宮島」は1往復、「鷲羽」8.5往復[注 44]、「びんご」は2往復に変更。

1968年10月1日のダイヤ改正で以下の変更を実施。
- 方面別の列車愛称の整理統合により東京 - 伊豆方面の急行列車は全車指定席の「伊豆」と全車自由席の「おくいず」に集約。
- 東京 - 大阪間昼行急行と「中伊豆」全廃。
- 「東海」は2往復が静岡発着に変更。

- 東京 - 大垣（当初の下り列車のみ美濃赤坂行き）の夜行普通列車と共通運用になる。

- 「関門」は「ながと」に改称。
- 「びんご」は2往復増発の上で「とも」に改称。
- 「鷲羽」は定期臨時合わせて11往復に増発。うち1往復は1969年10月1日から赤穂線経由に変更。
- 「比叡」をサハシ153形組込み編成に変更。

宮原区では本改正で再び編成を変更し、充当列車により以下の2種類になった。
| 「比叡」「ながと」「宮島」編成                         |          |          |          |            |          |          |          |          |          |          |          |
| ← 下関・広島名古屋 →                                   |          |          |          |            |          |          |          |          |          |          |          |
| クハ 153                                               | モハ 152 | モハ 153 | サロ 165 | サハシ 153 | モハ 152 | モハ 153 | モハ 152 | モハ 153 | クハ 153 |          |          |
| 「鷲羽」「とも」編成（宮原電車区と向日町運転所で分担） |          |          |          |            |          |          |          |          |          |          |          |
| ← 宇野大阪 →                                           |          |          |          |            |          |          |          |          |          |          |          |
| クハ 153                                               | モハ 152 | モハ 153 | クハ 153 | サロ 165   | モハ 152 | モハ 153 | サハ 153 | サハ 153 | モハ 152 | モハ 153 | クハ 153 |

- 先頭車はクハ165形が組成される場合もある。また、「鷲羽」「とも」編成のMM'ユニット・サハにはモハ165+モハ164形・サハ165形が組成される場合がある。

サハシ153形は元々余剰車が多かったことや組込編成が減少したためダイヤ改正前から5両がサハシ165形に、10両がサハシ169形に改造され、松本運転所と長野運転所（現・長野総合車両センター）に転出。また残存したサハシ153形組込編成は付随車2両が減車（6M4T）されたため瀬野八区間での自力登坂が可能となり、上り列車の同区間における補機+控車の連結が終了した。
また、「鷲羽」「とも」編成の一部は向日町運転所に転出し、宮原電車区と運用を分担した。
これらとは別に大垣電車区へダイヤ改正前にサロ165形12両が新製配置されサロ152形を置換えたが、新製配置車はダイヤ改正で松本運転所・新前橋電車区（現・高崎車両センター）に転出。代替として宮原区からサロ163形6両とサロ165形2両が転入した。
- これは大垣区のサロを必要とする運用が「東海」2往復の運転区間短縮と出入区を兼ねた大垣夜行により必要編成数が減少したのも理由である。

1970年10月1日のダイヤ改正で以下の変更を実施。
- 呉線電化により「とも」1往復の運転区間を延長し、大阪 - 呉間「安芸」を新設。
- 「宮島」は「鷲羽」「とも」と共通の12両編成化ならびに呉線経由に変更。

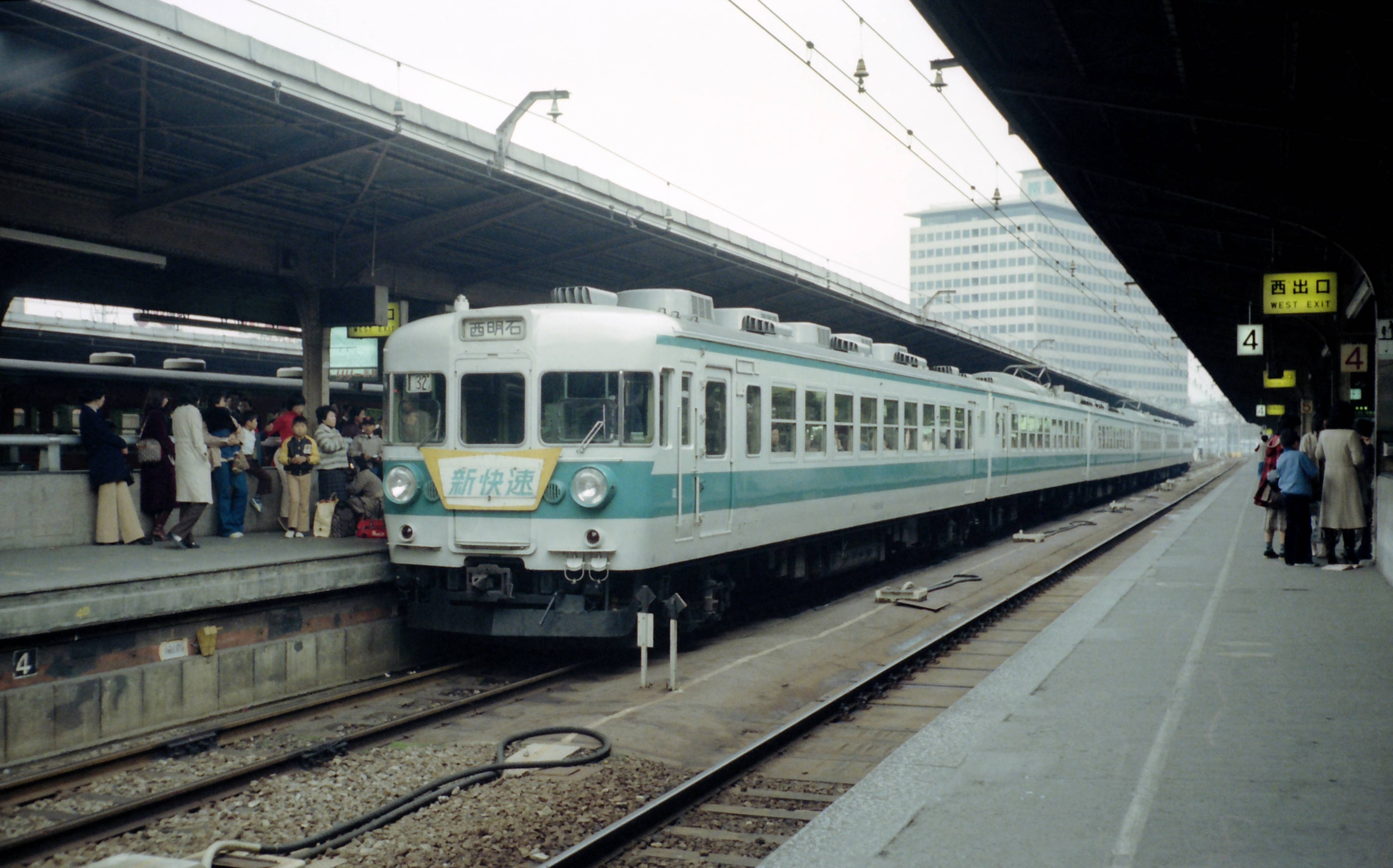
京阪神地区新快速塗装

山陽新幹線岡山暫定開業による1972年3月15日のダイヤ改正では以下の大きな動きが実施された。
宮原電車区
- 急行運用減少に伴い、向日町運転所による運用が廃止され、宮原電車区に再度一本化。
- 「とも」全廃。
- 「鷲羽」定期1往復、不定期2往復に削減。うち不定期1往復は475系電車での運転に変更。
- 「比叡」2往復に削減。
- 残留車の中からMM'ユニット20組40両・クハ153形30両とクハ165形10両計120両で6両編成x20本を組成。塗装を白地に青帯へ変更し[注 46]、非冷房車は冷房改造も施工した上で京阪神地区「新快速」運用に投入[注 47]。

| 「新快速」編成 |          |          |          |          |          |
| ← 西明石京都 → |          |          |          |          |          |
| クハ 153       | モハ 152 | モハ 153 | モハ 152 | モハ 153 | クハ 153 |

- 「比叡」「鷲羽」用編成を以下の組成に変更。

| 「比叡」「鷲羽」編成             |                          |                          |                          |                          |                          |                          |                          |   |                  |                  |                  |                  |
| ← 大阪（宇野）（新大阪）名古屋 → |                          |                          |                          |                          |                          |                          |                          |   |                  |                  |                  |                  |
| クハ 153                         | モハ 152                 | モハ 153                 | サハ 153                 | サロ 165                 | モハ 152                 | モハ 153                 | クハ 153                 | + | サハ 153         | モハ 152         | モハ 153         | クハ 153         |
| 「比叡」「鷲羽」共通編成         | 「比叡」「鷲羽」共通編成 | 「比叡」「鷲羽」共通編成 | 「比叡」「鷲羽」共通編成 | 「比叡」「鷲羽」共通編成 | 「比叡」「鷲羽」共通編成 | 「比叡」「鷲羽」共通編成 | 「比叡」「鷲羽」共通編成 |   | 「鷲羽」増結編成 | 「鷲羽」増結編成 | 「鷲羽」増結編成 | 「鷲羽」増結編成 |

大垣電車区
- 「東海」全列車東京 - 静岡間に運転区間を変更。
- 80系電車で運転されていた身延線急行「富士川」を165系編成5両編成に置換え。サハ153形200番台を編成に組込み。
- 名古屋地区快速列車に165系と混用のモノクラス8両編成で投入。

下関運転所
宮原区のビュフェ込み10両編成が転入。運用移管された以下の列車に投入された。
- 「ながと」「宮島」の岡山以東を廃止し「山陽」に統合。岡山 - 広島・岩国・小郡・下関間（山陽本線経由）8往復。
- 「安芸」は岡山以東を廃止。運転区間も一部列車で延長。岡山 - 呉・広島間（呉線経由）4往復。

1973年7月10日には、中央本線塩尻 - 中津川電化完成により中央西線・篠ノ井線・信越本線の急行「きそ」2往復と大糸線直通の「つがいけ」1往復が165系電車化されたが、編成組成ではサハ153形が必要となるため宮原電車区から7両、岡山電車区から4両の計11両が、神領電車区（現・神領車両区）に転入した。
1975年3月10日ダイヤ改正では以下の変更を実施。
- 山陽新幹線博多開業により山陽本線電車急行は夜行「鷲羽」定期1往復・不定期1往復を除き全廃。

- 下関所属車は6両編成に組成変更。広島以西（一部岡山まで）の快速列車を中心とした運用に充当。
- 余剰車のうちサロ152形はサロ112形へ改造。サロ165形は他区所に転出。サハシ153形は事業用車に改造された2両を除き翌年までに廃車された。

- 田町電車区のサロ152形は連結を終了。サロ152形組込み付属編成はサハ153形に振替。

- サロ152形は本改正を最後に編成を外れサロ112形への改造で形式消滅。

- 神領区の運用に飯田線急行「天竜」を追加。
- 1974年10月26日に完成した総武本線佐倉 - 銚子間・成田線成田 - 松岸間・鹿島線の電化に対応し、余剰車を幕張電車区（現・幕張車両センター）へ転入させキハ58系急行列車を置換え。

- 本転用では大垣区転出車両の補充用として宮原区から155系が転入。この結果「東海」や快速列車などの153系編成に155系が組み込まれた。
- 幕張区では165系編成と組成を合わせるために以下の基本編成のみに組成された。

| ← 新宿安房鴨川・銚子・鹿島神宮 → |          |          |          |          |          |          |
| 幕張電車区153系基本編成          |          |          |          |          |          |          |
| クハ 153                         | サロ 165 | モハ 152 | モハ 153 | モハ 152 | モハ 153 | クハ 153 |

1976年3月には「伊豆」にも自由席を設定したことから「おくいず」を廃止し「伊豆」に統一。

### 晩年
本系列は1970年代後半に入っても冷房化改造が行われていたが、一方で老朽化も進行していた。特に宮原区で新快速運用に投入されていた車両は、車齢と長時間の高速運転が続く過酷な運用から老朽化が深刻で、並行する私鉄の車両と比較した際の車内設備の陳腐化も否めず、1979年（昭和54年）から新快速専用車の117系電車を投入して置き換えることが決定した。117系電車は1980年（昭和55年）1月22日より営業運転を開始し、同年7月10日をもって本系列は新快速運用から撤退した。
1980年（昭和55年）10月1日ダイヤ改正では以下の変更を実施。
- 「鷲羽」廃止。
- 「比叡」1往復は運用を大垣区に移管。グリーン車連結を中止。

- これにより宮原配置車は淘汰された。余剰車のうち状態良好な車両は各地の車両基地に転属し、大垣区転入車は同区に所属する非冷房の155・159系の多くを置き換えて冷房化を推進した。

- 「東海」は2往復削減。

| 置換え直前の急行「伊豆」1981年4月3日  |  | 「伊豆」置換え過渡期185系との併結1981年4月3日   |
| 置換え直前の急行「伊豆」 1981年4月3日 |  | 「伊豆」置換え過渡期 185系との併結 1981年4月3日 |

1981年（昭和56年）10月1日ダイヤ改正では以下の変更を実施。
- 185系による田町所属車の置き換えを開始。185系は改正に先立つ1981年（昭和56年）3月から「伊豆」で運用を開始し、しばらくは本系列と混用されていたが、同年9月には置き換えを完了し、同年10月には特急「踊り子」に格上げ。さらに、東京口普通列車運用も混雑緩和を目的とした113系の増備により同年10月末で終了。幕張区に転出した一部の車両を除き、多くの車両が廃車となった。
- 大垣所属車についても置き換えが決定し、快速充当用117系の落成に伴い同年12月より置き換えを開始。1982年（昭和57年）5月までに完了したが、「東海」「比叡」「大垣夜行」「富士川」への充当、ならびに、東海道本線内での併結運用は残存した。これにより若干数が残っていた非冷房車は完全に淘汰された。

1982年（昭和57年）11月15日のダイヤ改正では以下の変更を実施。
- 下関運転所の山陽本線快速列車運用が、115系3000番台に置き換えられ、全車廃車。
- 房総急行が全て特急に格上げされた結果、幕張区所属車両も余剰となり、全車廃車。
- 神領区の運用が松本運転所の165系に移管され、終了。所属していたサハ153形は全車廃車。
- 大垣所属車はこの改正が本系列置き換えの絶対条件とはならなかったため、検査期限に余裕のある車両を中心にダイヤ改正後も引き続き使用されたが、松本所・神領区から転入してきた165系に順次置き換えられ、1983年（昭和58年）3月を最後に運用を終了。

一部の大垣所属車は休車のまましばらく留置されたが、1984年1月までに廃車となった。そして同年3月6日に下関所属のクハ153-46・モハ153・152-108が、同月10日に神領区所属のサハ153-218が廃車され、本系列の営業用車両は全廃。1987年（昭和62年）2月には事業用車として残存していたクヤ153-1が廃車され、国鉄分割民営化直前にして形式消滅となった。ただし、サロ153形から改造され、113系に編入されたサロ110形は東日本旅客鉄道（JR東日本）に承継され、1992年（平成4年）に最後の2両が廃車となるまで運用された。

## その他

### 寝台電車化改造計画
1960年代初頭、全区間電気機関車で牽引されていた夜行寝台急行列車の電車化が計画された。本系列を寝台電車に改造するものであったが、1964年（昭和39年）の東海道新幹線開業によって夜行列車の削減が予想されたことや、その後の転用先として適切な直流電化区間が存在しないことなどから、計画は破棄された。
これとは別に、1964年（昭和39年）の山陽本線全線電化にあわせ、東京 - 九州間のあさかぜ、さくら、みずほ、はやぶさを寝台専用の電車化する案もあったが、機関車と客車の新造と比べて25 %の製造費用上昇に対し、運転時間の短縮は約1時間30分と、費用対効果の面で折り合いがつくか疑問視され、それ以上の進展はなかった。なお、後に寝台電車計画は直流急行形から交直流特急形に変更され、昼夜兼行で使用可能な581系電車で1967年（昭和42年）に実現している。
日本鉄道技術協会刊JREA誌1962年（昭和37年）12号「寝台電車の可能性」と、JTBパブリッシング刊「幻の国鉄車両」では、計画されていた車種のうち、モハネ152とサロネ153の図面が掲載されている。

### 163系
153系の出力強化形として、暖地向け平坦線区仕様の163系が計画されたが、増備は寒地向け勾配線区仕様の165系に統一され、サロ163形のみの製造で打ち切られた。詳細は国鉄165系電車#163系を参照。